# Engleske unitarne uprave
Unitarna uprava, jedinstvena vlast, unitarna vlast ili unitarna jedinica, u Engleskoj je lokalna vlast koja je odgovorna za pružanje svih usluga unutar okruga svoje nadležnosti. Konstituirani su prema Zakonu o lokalnoj samoupravi iz 1992. godine, kojim je izmijenjen i dopunjen Zakon o lokalnoj samoupravi iz 1972. godine kako bi se omogućila egzistencija grofovija koje nemaju više okruga. Takva uprava obično omogućuju velikim gradovima da imaju odvojene lokalne vlasti od manje urbaniziranih dijelova svojih grofovija i pružaju jedinstveno tijelo za male grofovije u kojima bi podjela na distrikte bila nepraktična. Unitarne uprave ne pokrivaju cijelu Englesku. Većina je osnovana tijekom 1990-ih, iako su daljnje tranše stvorene u 2009. i 2019. – 2020. godine. Unitarne uprave imaju ovlasti i funkcije kojima drugdje zasebno upravljaju vijeća nemetropolitanskih grofovija i nemetropolitanskih okruga u njima.

## Povijest
Izraz "unitarna uprava" prvi je put upotrijebljen u Redcliffe-Maudovom izvješću iz 1969. godine u njegovom sadašnjem smislu kao lokalna samouprava koja kombinira funkcije grofovijskog i okružnog vijeća. Striktno govoreći, taj pojam ne mora nužno značiti jednu razinu lokalne vlasti unutar određenog područja, jer u nekim slučajevima na istom području postoji i župno vijeće.
Iako se taj izraz na njih nije primjenjivao, grofovijske općine su između 1889. i 1974. zapravo bile unitarne uprave, odnosno jednorazinske upravne jedinice (one tier of local government). Prije 1889. lokalne vlasti imale su različite ovlasti i funkcije, ali od srednjovjekovnih vremena neki su gradovi imali visoki stupanj autonomije kao korporacije okruga (County corporate). Neka manja naselja također su uživala određeni stupanj autonomije od redovne uprave kao gradske četvrti ili Liberty podjela.
Zakonom o lokalnoj samoupravi iz 1972. godine stvoren je prostor za lokalnu samoupravu kojim je omogućeno da se velikim gradovima i njihovim ruralnim zaleđima upravlja zajedno. Koncept unitarnih jedinica napušten je uvođenjem dvorazinskih vijeća (a two tier authority) u grofovijama i okruzima u svim područjima Engleske, osim na otočju Scilly gdje su ga mala površina, nastanjenost i udaljenost od kopna činili nepraktičnim. Godine 1986. u šest gradskih okruga i Londonu sa širom okolicom (Greater London) uveden je široko unitarni sustav lokalne uprave, gdje su gornje vlasti ukinute, a njihove funkcije podijeljene između središnje vlade, vijeća općina i zajedničkih odbora.

### Reforma iz 1990-ih
1990-ih provedena je procjena za odabir ne-metropolitanskih područja u kojima bi se mogle stvoriti novi unitarni uredi. Rezultirajuće strukturne promjene provedene su između 1995. i 1998. godine. Bristol, Herefordshire, otok Wight i Rutland osnovani su kao grofovije jednog okruga; okružna vijeća Berkshirea postala su jedinstvena; grofovije Avon, Humberside i Cleveland bile su podijeljene na manje jedinice da bi se stvorilo nekoliko unitarnih uprava; a određeni broj okruga bio je odvojen od pridruženih grofovija. Izmjene su dovele do toga da su ceremonijalne grofovije bile definirane odvojeno, kao i prije 1974. godine. ova provjera je rezultirala stvaranjem 46 unitarnih uprava.

### Promjene 2009.
Ponovna procjena pokrenuta je 2007. godine, da bi bila provedena u djelo 2009. godine. Procjenom je ustanovljeno da su Cornwall i Northumberland grofovije jednog okruga; nadalje, uspostavljene su unitarne uprave u okruzima Durham, Shropshire i Wiltshireu pokrivajući dio grofovije koji već nije bio razdvojen u provjeri iz devedesetih, a ostatak Bedfordshirea i Cheshirea podijeljen je u dvije unitarne uprave. Ovom provjerom je stvoreno devet jedinstvenih vlasti.

## Obilježja uprave
Mnogi veliki gradovi i male grofovije Velike Britanije unitarne su uprave, to jest, one imaju samo jednu razinu lokalne samouprave. Unitarne uprave mogu biti gradska ili okružna vijeća.
Organizacija lokalne samouprave u Engleskoj specifična je u odnosu na dotirane teritorije. U Engleskoj postoji kombinirani sustav koji obuhvaća jednorazinsku lokalnu samoupravu u visokourbaniziranim područjima te dvorazinsku organizaciju na ostalim područjima. Jednorazinske jedinice (unitary authorities) obuhvaćaju 36 metropolitanskih kotareva (metropolitan districts) na području velikih gradova, s time da je posebno uređeno metropolitansko područje Londona koje se sastoji od uže jezgre Londona (City of London) i 32 okolna grada (London boroughs). S iznimkom 47 jednorazinskih jedinica u nekim ruralnim područjima, izvan metropolitanskih područja lokalna je samouprava u pravilu organizirana na dvije razine – 34 grofovije (counties) koji se dalje dijele na 238 kotareva (districts). U nadležnosti okruga su: lokalno planiranje, obrazovanje, socijalna skrb, javni prijevoz i knjižnice, dok se kotarevi brinu o stanovanju, zbrinjavanju otpada i otpadnih voda. U ruralnim područjima ispod razine kotara postoje župe (parishes) kao oblici mjesne samouprave, njih oko 9000.